# Discolandia
Discolandia (legalmente Discolandia Dueri y Cía)  es una compañía discográfica boliviana, perteneciente a Grupo Dueri. Esta casa discográfica es muy conocida por lanzar música folklórica de varios artistas (Los Kjarkas, Tupay) y ser el único sello discográfico sobreviviente de Bolivia, hasta el día de hoy.[cita requerida]

## Historia
Fue fundada en 1958, bajo el nombre de Discolandia, Dueri y Cia. Ltda., por Miguel Dueri,  y su esposa, Miriam Saba. Originalmente solo importaba discos de vinilo para su comercialización en la ciudad de La Paz.
Discolandia incursionó años más tarde, en 1963, cuando empezó a fabricar sus propios discos de vinilo, teniendo su propia planta industrial y creando sus subsellos como Lyra y Exito.
Representaba en Bolivia a discográficas importantes como RCA, Columbia, CBS, EMI Odeon, y PolyGram. También se convirtió en sello oficial y dueña del catálogo de EMI en Bolivia. 
Debido a varios factores, hoy es el último sello discográfico con presencia a nivel nacional, puesto que su competencia así como varias empresas que representaban a grandes sellos en el país (como Sony Discos,Warner Music Latina o Universal Music Latin) decidieron cerrar operaciones.

## Artistas

### Artistas actuales
- Amaru
- Bonanza (1988-presente)
- Codigo Fher
- Enriqueta Ulloa
- Pepe Murillo
- Jose Zapata

### Artistas anteriores
- Azul Azul (2006-2008)
- Los Kjarkas
- Tupay (1996; 2000; 2005; 2017)

## Subsellos
- Lyra Records
  - Lyra Ltda
  - Industrias Fonoeléctricas Lyra
- Compañía de Inversiones y Ediciones Ltda
- Música Contemporánea de Bolivia (MCB)
  - MCB International
  - MCB Discolandia